# 하와이 파이브-0
하와이 파이브-오(Hawaii Five-0)는 미국의 수사 드라마로 1968년에서 1980년까지 방영된 '하와이 파이브-오'를 리메이크 한 것으로, 원작과 리메이크를 구분하기 위해 영어 표기시 원작은 알파벳 'O'를, 리메이크작은 숫자 '0'을 붙인다. 원작과 같이 CBS에서 방영되었고, 원작이 방영을 시작한 1968년 9월 20일로부터 정확히 42년 후인 2010년 9월 20일, 리메이크 작의 방영이 시작됐다. 주연에 한국계 배우 대니얼 대 킴과 그레이스 박이 각각 '친 호 켈리'역과 '코노 칼라카와'역으로 등장하며, 조연에도 한국계 배우인 윌윤 리가 '상민'역으로 등장한다.

## 방송
미국의 CBS (미국 방송사)가 방영할 때 캐나다의 Global TV와 NTV가 미국과 동시 방영했다. 많은 나라들에 수출되어 방영되었고 2011년 7월 9일부터 대한민국에서도 OCN을 통해 예정일보다 4일 일찍 방영된다.

### 본 방영
- 미국 /  캐나다
  - 시즌 1 (2010년 9월 20일 ~ 2011년 5월 16일)
  - 시즌 2 (2011년 9월 19일 ~ 2012년 5월 14일)
  - 시즌 3 (2012년 9월 24일 ~ 2013년 5월 20일)
  - 시즌 4 (2013년 9월 27일 ~ 2014년 5월 9일)
  - 시즌 5 (2014년 9월 26일 ~ 2015년 5월 8일)
  - 시즌 6 (2015년 9월 25일 ~ 2016년 5월 13일)
  - 시즌 7 (2016년 9월 23일 ~ 2017년 5월 12일)

### 추가 방영
- 오스트레일리아 /  영국 /  프랑스 /  이탈리아 /  일본 /  스페인
  - 시즌 1 (2010년 ~ 2011년)
- 대한민국(2011년 7월 9일 ~ 2021년)

## 출연
- 메인 캐스트
  - 알렉스 오로린 (Alex O'Loughlin) - 스티븐 맥개럿 소령
  - 스콧 칸 (Scott Caan) - 대니얼 윌리엄스 형사 ("대니", "대노")
  - 대니얼 대 킴 (Daniel Dae Kim, 김대현) - 친 호 켈리 경위
  - 그레이스 박 (Grace Park) - 코노 칼라카와 경관
  - 마시 오카 (Masi Oka) - 맥스 버그만 검시관

- 그 외

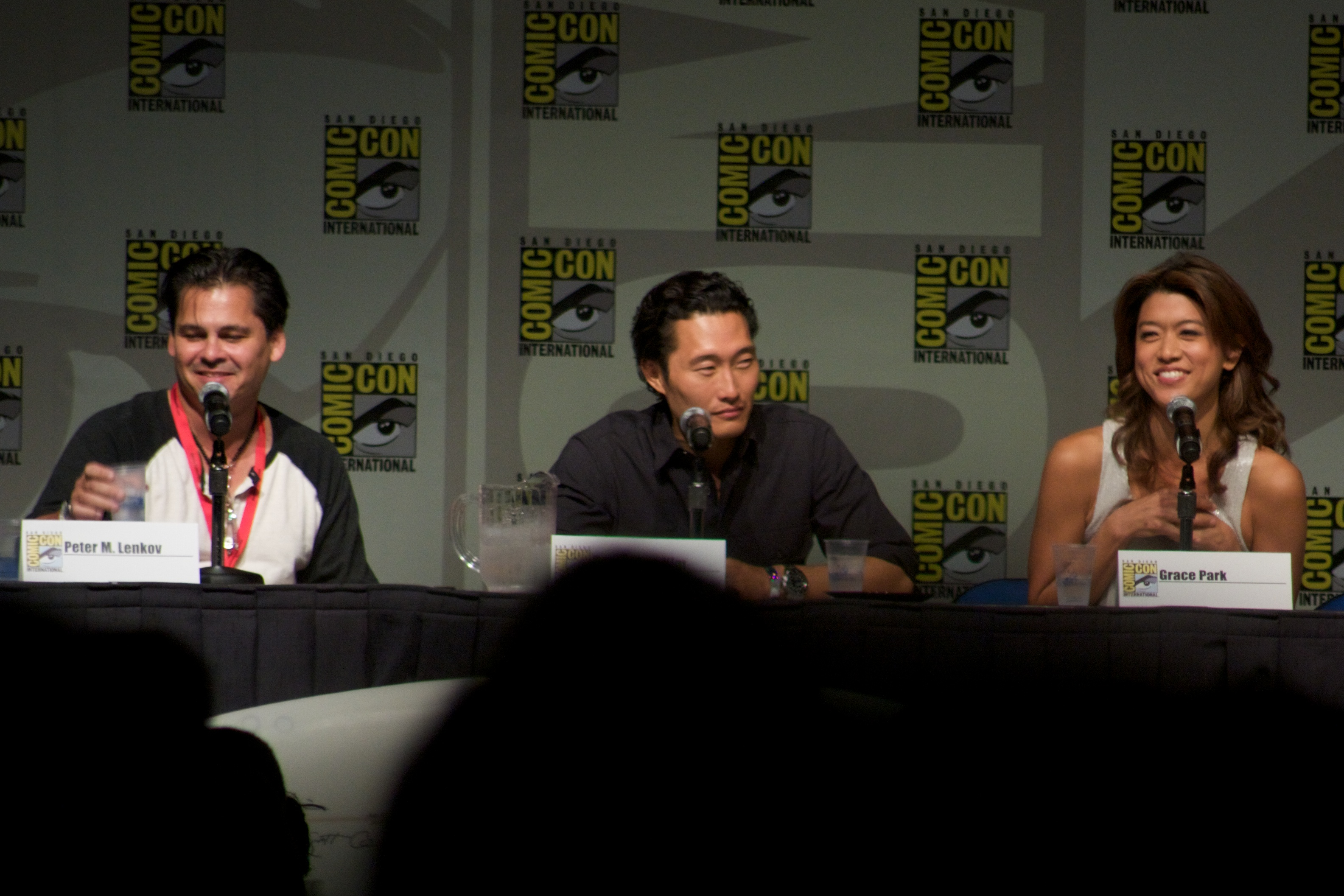
하와이 파이브-0의 패널들. 좌측부터 피터 M. 렌코브, 대니얼 대 킴, 그레이스 박.

  - 진 스마트 (Jean Smart) - 故 주지사 팻 제임슨
  - 켈리 후 (Kelly Hu) - 故 로라 힐즈 주지사 비서
  - 테일러 윌리 (Taylor Willy) - 카메코나
  - 마크 다카스코스 (Mark Dacascos) - 우 팻
  - 윌윤 리 (Will Yun Lee) - 상 민
  - 제임스 마스터스 (James Marsters) - 故 빅터 헤스
  - 클레어 반 더 붐 (Claire van der Boom) - 대니의 아내 레이첼
  - 미쉘 보스 (Michelle Borth) - 캐서린 롤린스 중위
  - 라리사 올리닉 (Larisa Oleynik) - 전 CIA 요원 제나 케이
  - 로렌 저먼 (Lauren German) - 국토안보부 요원 로리 웨스턴
  - 테리 오퀸 (Terry O'Quinn) - 맥개럿의 훈련 교관 조 화이트
  - 다니엘 헤니 (Daniel Henney) - 마이클 노시무리
  - 데이비드 맥기니스 (David Lee McInnis) - 켄 나코아
  - 성 강 (Sung Kang) - 대 완

## 에피소드
하와이 파이브-오는 주지사가 하와이주 내 특수 경찰을 조직하면서 시작된다. 아버지의 사망으로 고향인 하와이로 돌아온 "스티브 맥개럿 소령"이 지휘를 맡고, 하와이로 발령 받아 온 "대니 윌리엄스"와 호놀롤루 경찰이자 스티브 아버지의 후배였던 "친 호 켈리" 그리고 친의 사촌 동생 "코노 칼라카와"가 스티브 맥개럿의 특수 경찰에 합류하고 팀 이름을 하와이가 미국의 50번째 주라는 의미로 "파이브-오(Five-O)"로 정한다. 파이브-오 팀은 주지사 "팻 제임슨"에게 면책권을 부여받고 하와이 섬 안에서의 특수 범죄를 수사하는 역할을 받는다.
동시에 "스티브 맥개럿"은 자신의 아버지를 죽인 "빅터 헤스"와 그에 연관된 것을 수사하게 되고, 수사가 진행될수록 아버지의 살인의 배후에 일본의 야쿠자 "우 팻"과 연관이 있음을 알게 된다.

## 음반
이 드라마의 오프닝은 대한민국의 예능 프로그램이나 드라마 등에 자주 삽입되었다. 모턴 스티븐즈가 작곡한 음악이며 리메이크 드라마용 오프닝을 녹음할 때 "원작 그대로"라는 생각을 가지고 녹음했다고 한다.

## 1969년 TV 시리즈 (원작)
1969년 TV 시리즈와 2010년 TV 시리즈의 기본 스토리라인은 비슷하나 다른점은, 원작에서의 "코노 칼라카와"는 줄루 (Gilbert "Zulu" Kauhi)가 연기한 남자 캐릭터였지만, 리메이크 작에서의 "코노 칼라카와"는 그레이스 박 (Grace Park)이 연기한 여자 캐릭터이다.